# Skała (Pogórze Ciężkowickie)

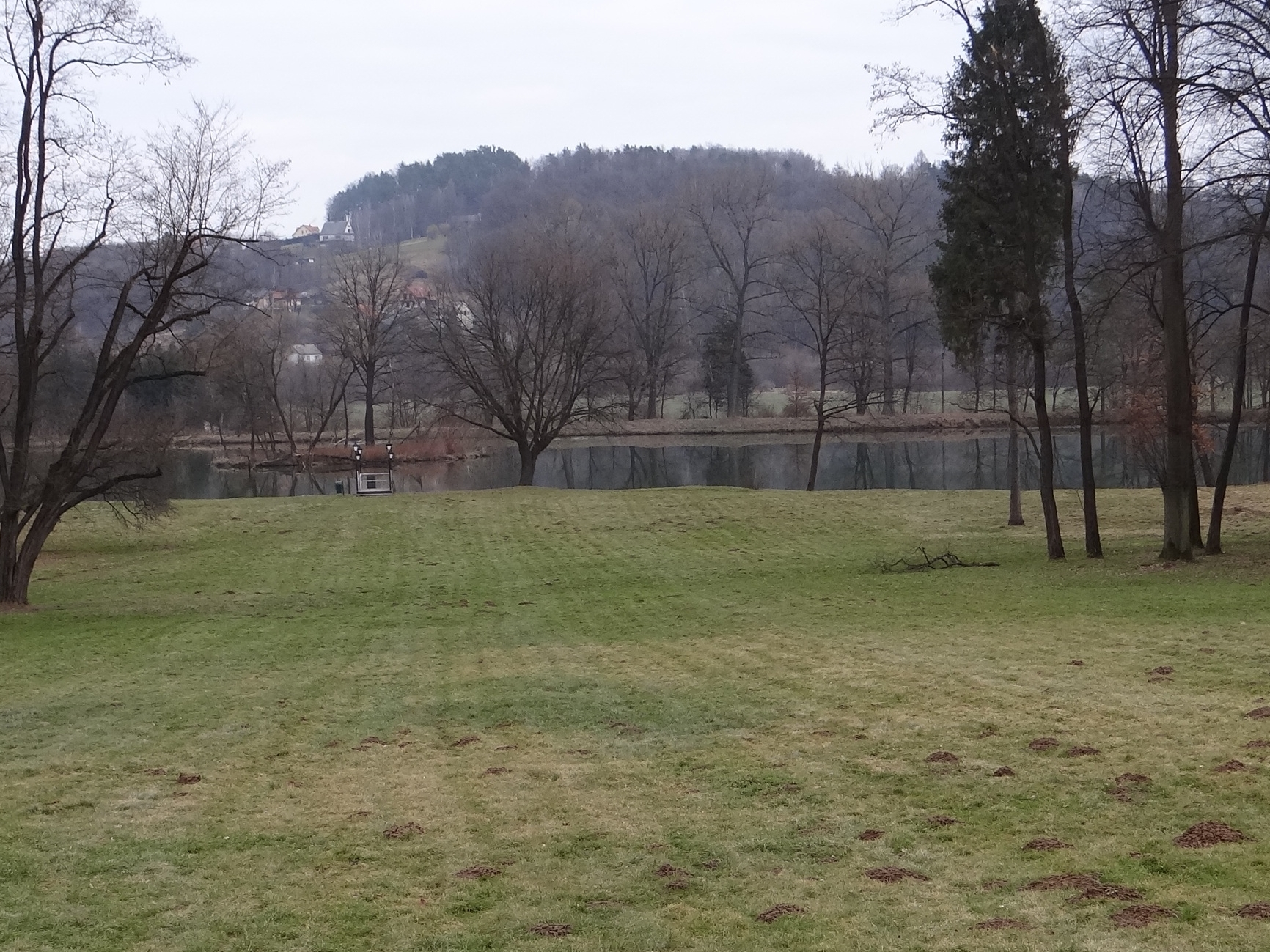
Widok na wzgórze Skała z parku dworku I.J. Paderewskiego w Kąśnej Dolnej

Skała lub Góra Skała (367 m) – wzniesienie na Pogórzu Ciężkowickim. Jego zachodnie stoki opadają do doliny rzeki Biała, północne dość stromo do centrum miasta Ciężkowice, południowe przechodzą w dość płaską wierzchowinę. Jest w większości porośnięte lasem, w którym znajdują się liczne skalne ostańce zwane Skamieniałym Miastem. W 1974 na części wzgórza, na którym znajdują się te ostańce, utworzono rezerwat przyrody Skamieniałe Miasto.
Najwyższy punkt wzgórza Skała znajduje się nieco na południe od Skałki z krzyżem. Obecnie wzgórze porasta las, na przełomie XIX i XX wieku były to jednak tereny bezleśne, będące gminnym pastwiskiem i nosiły nazwę „Przylasek”. I.J. Paderewski mający w sąsiedniej Kąśnej Dolnej dworek, zachwycony skalnymi ostańcami chciał wykupić ten teren. Planował zrobienie ścieżki spacerowej i wybudowanie pensjonatów dla letników. Rajcy Ciężkowic nie zgodzili się jednak na sprzedaż terenu, tłumacząc to potrzebą utrzymania pastwiska gminnego, oraz zgorszeniem, jakie sialiby wśród miejscowej ludności „roznegliżowani” letnicy.
Przez wzgórze Skała pomiędzy skalnymi ostańcami prowadzi znakowany szlak turystyczny. Omija on wierzchołek wzniesienia, natomiast od
Skałki z krzyżem prowadzi w dół, do następnej atrakcji turystycznej – Wąwozu Ciężkowickiego i Wodospadu Czarownic.
 Kąśna Dolna – rezerwat przyrody Skamieniałe Miasto – Rzepiennik Strzyżewski